# チャールトン自動小銃
チャールトン自動小銃（Charlton Automatic Rifle）は、ニュージーランドで設計された自動小銃である。1941年、当時不足していたブレン軽機関銃やルイス軽機関銃の代替品として設計された。イギリス製のリー・エンフィールド小銃を原型とする。

## 概要
設計者はフィリップ・チャールトン（Philip Charlton）である。
オリジナルのチャールトン自動小銃は、ボーア戦争時代に設計されたリー・メトフォード小銃やMLE小銃をベースとしたもので、「緊急時にはフルオート射撃も可能な半自動小銃」という位置づけで設計された。また国外の戦地ではなく、ホーム・ガード（同名のイギリス郷土防衛隊に相当する民兵組織）が国内で運用することが想定されていた。リー・エンフィールド用の10発弾倉とブレン軽機関銃用の30発弾倉を使用できた。
チャールトン自動小銃には2種類ある。ニュージーランド設計型はヘイスティングズのチャールトン・モーター社（Charlton Motor Workshops）が設計製造を手がけ、オーストラリア設計型はSMLE Mk III*を原型にエレクトロラックス社が設計製造を手がけた。この2種類の外見は大幅に異なる。例えばニュージーランド設計型はフォアグリップと二脚を備えていたが、オーストラリア設計型にはこれらが無く、よりシンプルな外見をしていた。ただし、内部の動作機構自体は同一だった。
全体的に、リー・エンフィールド小銃に自動銃の部品を外付けした構成となっている。銃の右側面にガスシステムがあり、ガスピストン後部のオペレーティングロッドがカムを介してボルトと噛み合っている。
およそ1,500丁のチャールトン自動小銃がニュージーランドにて製造されたが、これらの大半は第二次世界大戦の最中、1944年12月31日にパーマストンノースで起こった軍需品倉庫の火災によって焼失した。少数の現存品はロンドンの帝国戦争博物館、ニュージーランドの国立陸軍博物館、オーストラリアのバンディアナ陸軍博物館（Army Museum Bandiana）などで展示されている。